# Krzysztof Talczewski
Krzysztof Andrzej Talczewski (ur. 6 kwietnia 1959 w Łodzi, zm. 20 października 2022 w Krakowie) – polski reżyser, scenarzysta i producent filmów dokumentalnych.

## Życiorys
Syn Józefa i Jadwigi. Studiował historię sztuki na Uniwersytecie Jagiellońskim w Krakowie oraz na paryskiej Sorbonie. W latach 1983–2004 przebywał we Francji, gdzie współpracował ze studiem „Video Kontakt” w Paryżu. Zrealizował ponad czterdzieści filmów dla francuskich kanałów telewizyjnych (m.in. Arte, Antenne 2, France 3, TF1, Canal+, La 5) oraz dla wytwórni Gaumont. W 1990 roku organizował festiwal filmowy „Kino Uwolnione” dla Cinématheque Francaise oraz Fundacji Danielle Mitterrand. W 1999 roku był podwójnym finalistą plebiscytu nagród Emmy, natomiast w 2000 roku otrzymał wyróżnienie „Bouquet de Lauriers”, przyznawane przez Senat Republiki Francuskiej.
W 2004 roku powrócił do Polski. W latach 2004–2006 kierował Redakcją Filmów Dokumentalnych TVP1. Od 2006 roku był ekspertem Polskiego Instytutu Sztuki Filmowej. W kraju zrealizował (reżyseria, scenariusz, produkcja) jedenaście filmów dokumentalnych o tematyce historycznej. Pełnił również funkcję redaktora, opiekuna lub współpracownika przy produkcjach innych twórców.
Został pochowany w alei zasłużonych na cmentarzu Doły w Łodzi.
W 2022 pośmiertnie odznaczony Krzyżem Kawalerskim Orderu Odrodzenia Polski a w 2025 Krzyżem Wolności i Solidarności.

### Nagrody dla filmów
- Krzyżacy (2011) – „Brązowa Szabla” na Międzynarodowym Festiwalu Filmów Historycznych i Wojskowych w Warszawie w 2013 roku.
- Umrzeć za Warszawę (2013) – „Złota Szabla” na Międzynarodowym Festiwalu Filmów Historycznych i Wojskowych w Warszawie w 2014 roku.
- Niepodległość (2018):
  - Nagroda Specjalna Przewodniczącego Komitetu Organizacyjnego Festiwalu Filmu Polskiego w Ameryce (Chicago) w 2018 roku.
  - Telekamera 2019 w kategorii „Produkcja Roku”.
- Wojna światów (2020) – „Złoty Ryngraf” w kategorii: Rekonstrukcja na Festiwalu Kultury Narodowej „Pamięć i Tożsamość” w Warszawie w 2021 roku.